# اسکندرلی (ماساللی)
اسکندرلی (به ترکی آذربایجانی: İsgəndərli) یک منطقه مسکونی در جمهوری آذربایجان است که در شهرستان ماسال‌لی واقع شده است. اسکندرلی ۲۳۷۸ نفر جمعیت دارد.